# Frísia
|  | Per a altres significats, vegeu «Frísia (desambiguació)». |

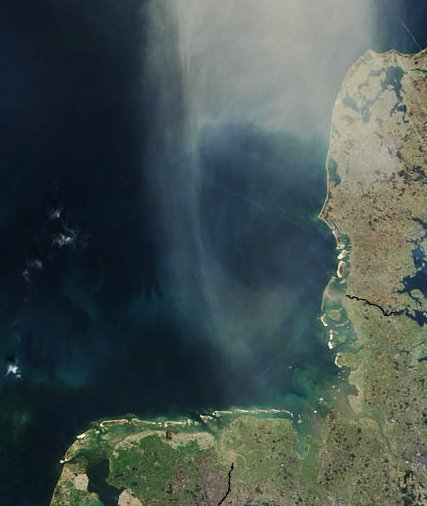
Vista de satèl·lit de la badia de Helgoland (la costa de Frísia)

Frísia (en frisó occidental: Fryslân, en frisó septentrional: Fraschlönj, en frisó oriental: Fräislound, en baix saxó: Freesland, en alemany i neerlandès: Friesland, en danès: Frisland) és una regió històrica costanera situada a l'angle sud-oriental de la mar del Nord, a l'anomenada badia d'Helgoland. S'estén des del nord-oest dels Països Baixos fins al sud-oest de Dinamarca a través del nord-oest d'Alemanya. Frísia és el país dels frisons, poble germànic que parla el frisó, una llengua germànica molt propera a l'anglès.
Antigament formava un territori homogeni, però el soterrament de terres al mar propi de la zona i l'atomització política patida als Països Baixos arran de l'edat mitjana n'han dividit el territori. Se sol dividir en quatre seccions:
1. la Frísia occidental: una regió dins la província d'Holanda del Nord amb uns 330.000 habitants en 781 km², dels quals una tercera part és formada d'aigua als municipis d'Alkmaar (parcialment), Andijk, Drechterland, Enkhuizen, Harenkarspel, Heerhugowaard, Hoorn, Koggenland, Langedijk,	Medemblik, Niedorp, Opmeer, Schagen, Stede Broec i Wervershoof.
2. la província de Frísia
3. la Frísia Oriental, que comprèn la comunitat de Seelterlound (en alemany: Saterfriesch) dins el districte de Cloppenburg, amb 123,5 km² i 12.551 habitants, dins districte (landkreis en alemany) d'Emden (Baixa Saxònia)), amb 4.080 quilòmetres quadrats i 350.000 habitants. La capital n'és Emden, i també comprèn les illes frisones de Borkum (23 km²), Juist (10 km²), Norderney (16 km²), Baltrum (6 km²), Langeoog (11 km²), Spiekeroog (8 km²), Wangerooge (3 km²) i Scharhörn (3 km²). Proposta de bandera panfrisona (seguint un model escandinau)

Proposta de bandera panfrisona (seguint un model escandinau)

4. la Frísia Septentrional, situada a l'antic cercle de Tondern, a l'estat alemany de Slesvig-Holstein, antic territori danès, amb una extensió de 1.309 quilòmetres quadrats i una població de 155.609 habitants, dels quals uns 60.000 es consideren frisons, que comprèn les illes de Sylt/Sölring, Föhr/Fering, Amrum/Imömrang, Helgoland/Halunder, Trischen (5 km²), Nordstrand (31 km²), Hooge (5 km²), Pellworm (22 km²) i Nordmarsch-Langeness (8 km²).

Davant la costa de Frísia, es troben els tres grups de l'arxipèlag de les Illes Frisones (les occidentals, les orientals i les septentrionals), que corresponen aproximadament a cadascuna de les seccions en què es divideix el territori frisó.

## Orografia
El país és gairebé tot pla. A Frísia occidental, l'única on es manté viu l'esperit frisó, el país és gairebé tot sota el nivell del mar, i només sobresurten petites llomes artificials anomenades terpen o wierden. Hi destaquen les planures d'Oostergo, a la costa nord-oest, vora el golf de Lauwerszee, i el Westergo, a la costa sud-est, vora el llac IJssel (IJsselmeer).

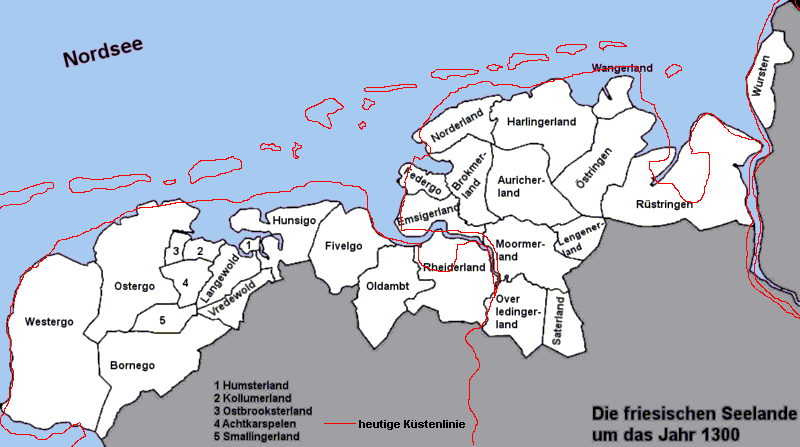
Mapa tradicional de les regions frisones el 1300

També formen part del país el cordó d'illes costaneres, anomenades illes Frisones, separades per bancs poc profunds anomenats wadden o watten, que sovint surten en la marea baixa i fan de pastures a l'estiu. Les més grans en són Texel, Vlieland, Terschelling, Ameland i Schiermonnikoog. Els principals rius del país són els Linde, Ee, Boorn i Tjonger o Kuinre, i els principals llacs, els Slotermeer, IJsselmeer, Sneekermeer, Heegermeer, Tjeukemeer i Fluessen (meer = llac).